# アフリート
アフリート (Afleet) とはカナダ生まれの競走馬である。現役時代はカナダ、アメリカで走り、引退後は種牡馬としてアメリカと日本で活躍馬を輩出していた。

## 戦績
デビューは3歳となった1987年5月のメイドンと遅れたがこれを10馬身差で圧勝。以後クイーンズプレート2着などカナダで6戦4勝という成績を残したのち、主戦場をアメリカへと移す。
アメリカでの初戦となったジェロームハンデキャップを勝ち、G1初制覇。以後も安定した成績を残し、ブリーダーズカップ・クラシックでは伏兵として注目されたが10着と大敗。だがそれまでの活躍が評価され、この年のソヴリン賞年度代表馬、最優秀3歳牡馬のタイトルを獲得した。4歳となった1988年にはG3を1つ勝ったがその後はガルチらに連敗を重ね、引退レースとなったブリーダーズカップ・スプリントでもガルチの3着と敗れた。

## 種牡馬時代
競走馬引退後はアメリカで種牡馬となった。アメリカでの代表産駒のTwist Afleet、Flat Fleet Feetはいずれも牝馬で、牡馬のG1勝ち馬は現れなかったが、Northern Afleetがアメリカクラシック二冠馬Afleet Alexらを輩出し後継種牡馬となっている。
日本では1994年の牝馬クラシック戦線で持込馬のゴールデンジャックが活躍したことでその名が知られ始めた。その1994年に日本（1995年初供用、北海道ブリーダーズ・スタリオン・ステーション）に輸入されたが、当時は大種牡馬ヌレイエフの代表産駒の1頭であるソヴィエトスターも同じ繋養先で供用されることになったため、その陰に隠れていた。しかしその後、初供用に合わせるかのようにアメリカでの産駒が好成績を収めたため、毎年100頭以上に種付けを行う人気種牡馬となる。その期待に応え、初年度産駒から桜花賞馬プリモディーネが出るなど活躍馬を数多く輩出し、サイアーランキングでは2001年と2002年の4位を最高に、1999年から7年連続でトップテン入りを果たす。種付け料は最盛期には700万円まで上昇し、アメリカからたびたび買い戻しのオファーが来たほどであった。後年はブルードメアサイアーとしての実績も重ね、2011年の5位を最高に、2009年から6年連続でトップテン入りしている。
2010年の種付けシーズン中である2月に体調を崩して種付けを中止。その後シーズン後半に試験交配を行ったが不受胎だったため、シンジケートを解散することになった。種牡馬登録は取り消さず、引き続きブリーダーズ・スタリオン・ステーションで繋養される。
ダートで良績を残した馬が多く、1999年から中央競馬のダートのサイアーランキングでトップテン入りを果たすと、2000年から2002年までの3年連続1位を含め、11年連続でトップテン圏内をキープしている。プリモディーネのような芝での活躍馬も出したが、芝のサイアーランキングでは最高位が14位にとどまっている。また、産駒の勝馬率が約75.72パーセントと非常に高いのも特徴として挙げられる。長期にわたり堅実な実績を残す一方で、中央競馬のG1勝ち馬はプリモディーネ以降出ておらず、日本で種牡馬入りした産駒は2012年現在スターリングローズ、バンブーエール、ミリオンディスクの3頭となっている。
2014年1月22日18時過ぎ、繋養先のブリーダーズスタリオンステーションで老衰のために死去した。

### 日本国外調教馬
太字はGⅠ・JpnⅠ競走を表す。
- 1991年産
  - Twist Afleet（テストステークス、トップフライトハンデキャップ）
- 1992年産
  - Blu Tusmani（ウィザーズステークス、クリテリウムディローマ、種牡馬）
- 1993年産
  - Flat Fleet Feet（トップフライトハンデキャップ）
  - Northern Afleet（サンフェルナンドブリーダーズカップステークス、サンカルロスハンデキャップ、サンディエゴハンデキャップ、種牡馬）

### GI級競走優勝馬
- 1996年産
  - プリモディーネ（桜花賞、ファンタジーステークス）
- 1997年産
  - スターリングローズ（JBCスプリント、かしわ記念、プロキオンステークス、シリウスステークス、兵庫ゴールドトロフィー、種牡馬）
- 2000年産
  - ビッグウルフ（ジャパンダートダービー、名古屋優駿、兵庫チャンピオンシップ）
- 2002年産
  - プライドキム（全日本2歳優駿、クラスターカップ、兵庫ジュニアグランプリ)
- 2003年産
  - バンブーエール（JBCスプリント、東京盃、クラスターカップ、種牡馬）

### グレード制重賞優勝馬
- 1991年産
  - ゴールデンジャック（4歳牝馬特別（桜花賞トライアル）、4歳牝馬特別（オークストライアル））
- 1997年産
  - プリエミネンス（彩の国浦和記念、関東オークス、クイーン賞、マリーンカップ、スパーキングレディーカップ、マーキュリーカップ、エルムステークス）
- 1998年産
  - リキアイタイカン（CBC賞）
  - イシヤクマッハ（グランシャリオカップ）
  - ナリタオンザターフ（名古屋優駿）
  - ケイアイミリオン（彩の国浦和記念、報知オールスターカップ、埼玉新聞杯）
- 2000年産
  - サカラート（東海ステークス、ブリーダーズゴールドカップ、日本テレビ盃、マーキュリーカップ）
- 2001年産
  - サウンドザビーチ（TCK女王盃）
- 2002年産
  - スリーアベニュー （ガーネットステークス）
  - ゼンノパルテノン（東京スプリント）
- 2004年産
  - ミリオンディスク（カペラステークス、種牡馬）
- 2006年産
  - マルカフリート（北海道スプリントカップ）
- 2005年産
  - ドモナラズ（七夕賞）
- 2007年産
  - セイントメモリー（オーバルスプリント、京成盃グランドマイラーズ、サンタアニタトロフィー2回、マイルグランプリ、フジノウェーブ記念）
- 2008年産
  - リアライズノユメ（兵庫ジュニアグランプリ、エーデルワイス賞）

### 地方重賞優勝馬
- 1996年産
  - ナイキアフリート(珊瑚冠賞)
  - シルバーサーベル(星雲賞、エトワール賞3回)
  - デアヴィクティー(東京プリンセス賞)
  - プラチナウィンク(ノースクイーンカップ)
- 1998年産
  - ブラボーウッズ(みちのく大賞典)
  - スピニングアロー（サンタアニタトロフィー）
- 1999年産
  - サンライズビート(九州王冠)
  - サクラハーン(星雲賞、赤レンガ記念)
- 2000年産
  - マヤノオスカー(ゴールド争覇、オータムカップ、北國王冠、イヌワシ賞)
  - ケージーチカラ(大井記念)
  - ケージーアフリート(建依別賞)
- 2001年産
  - ベルモントサンダー(スパーキングサマーカップ、アフター5スター賞)
  - テーマミュージック（イヌワシ賞）
- 2002年産
  - ハスフェル(園田金盃)
  - フリートアピール(北海優駿、王冠賞)
- 2004年産
  - タンゴノセック(久松城賞、黒潮スプリンターズカップ、二十四万石賞）
  - エーシンアクセラン(サマーカップ)
  - マイネルビスタ(北上川大賞典)
- 2006年産
  - エリモアラルマ(六甲盃、兵庫大賞典)
  - ザドライブ（あすなろ賞）
- 2007年産
  - ケージーアメリカン(白銀争覇）
- 2008年産
  - ラヴフェアリー(兵庫クイーンカップ）
- 2010年産
  - マンセイグレネード(若鮎賞）

### 母父としての主な産駒

#### グレード制重賞優勝馬
- 1997年産
  - ノボジャック（父フレンチデピュティ） - JBCスプリント、東京盃、黒船賞、群馬記念、北海道スプリントカップ、クラスターカップ
- 1998年産
  - サイドワインダー（父トニービン） - 京阪杯、京都金杯、関屋記念
- 2000年産
  - メイプルロード（父ジェニュイン） - 小倉2歳ステークス
- 2003年産
  - サチノスイーティー（父カリスタグローリ） - アイビスサマーダッシュ
- 2006年産
  - メトロノース（父アドマイヤコジーン） - 北海道2歳優駿、九千部山賞、吉野ヶ里記念
  - ナムラタイタン（父サウスヴィグラス） - 武蔵野ステークス、赤松杯3回、シアンモア記念2回、みちのく大賞典、北上川大賞典、岩鷲賞、青藍賞、絆カップ、桐花賞2回
  - パワーストラグル（父シンボリクリスエス） - 白山大賞典
- 2007年産
  - ハンソデバンド（父マンハッタンカフェ） - 共同通信杯
- 2010年産
  - ショウナンアポロン（父アドマイヤマックス） - マーチステークス
- 2011年産
  - ニシケンモノノフ（父メイショウボーラー） - JBCスプリント、兵庫ジュニアグランプリ、兵庫ゴールドトロフィー、北海道スプリントカップ
- 2012年産
  - モルトベーネ（父ディープスカイ） - アンタレスステークス
- 2019年産
  - ドライスタウト（父シニスターミニスター） - 全日本2歳優駿、テレ玉杯オーバルスプリント、武蔵野ステークス[7]
  - ミクソロジー（父オルフェーヴル）- ダイヤモンドステークス[8]
- 2020年産
  - ロンドンプラン（父グレーターロンドン）- 小倉2歳ステークス[9]
  - ゴライコウ（父ホッコータルマエ）- JBC2歳優駿 [10]

#### 地方重賞優勝馬
- 2003年産
  - サイレントエクセル（父ウイングアロー）- 白菊賞、日高賞、ひまわり賞、ビューチフル・ドリーマーカップ、青藍賞
- 2004年産
  - シンメイジョアー（父カリスタグローリ）- 若草賞、サラ・クイーンカップ、東海クイーンカップ
  - ゴールデンミション（父ダンスインザダーク）- 中日杯
- 2005年産
  - マダムルコント（父メジロライアン）- ローレル賞、東京2歳優駿牝馬
- 2006年産
  - タマモリターン（父ボストンハーバー）- 園田ジュニアカップ
  - ヒメキミ（父ブラックタキシード）- 福山3歳牝馬特別
- 2007年産
  - メモリーキャップ（父キャプテンスティーヴ）- クイーンカップ
- 2008年産
  - パフォーマンス（父アッミラーレ）- 北斗盃、道営スプリント
- 2009年産
  - ドラゴンシップ（父クロフネ）- ハイセイコー記念、ローレル賞
  - スズカウインダー（父スズカマンボ）- 園田クイーンセレクション、クイーンカップ、MRO金賞
  - パンタレイ（父フィガロ）- 京浜盃
  - ブライトシンプー（父アッミラーレ）- 岐阜金賞、尾張名古屋杯
  - メモリ－ジルバ（父キングヘイロー）- 白銀争覇、東海ゴールドカップ、オータムカップ、ウインター争覇、マーチカップ
  - プーラヴィーダ（父フィガロ）- 勝島王冠
- 2010年産
  - イワミノキズナ（父ブラックタイド）- ヤングチャンピオン
  - テイエムチカラ（父サウスヴィグラス）- サイネリア賞、春望賞、すみれ賞、九千部山賞、水無月賞
- 2011年産
  - ポップレーベル（父カンパニー）- ブリーダーズゴールドジュニアカップ
- 2012年産
  - グッドギアー（父スズカマンボ）- あやめ賞、ヴィーナススプリント
  - ディナスティーア（父ダイワメジャー）- ヒダカソウカップ
- 2013年産
  - サプライズハッピー（父ゴールドアリュール）- ビギナーズカップ、プリンセスカップ、日高賞、ひまわり賞
  - ディックカントウ（父クロフネ）- あやめ賞
- 2015年産
  - エターナルモール（父エスポワールシチー）- ユングフラウ賞
- 2016年産
  - ミスミランダー（父アッミラーレ）- ラブミーチャン記念、黒潮盃、ロジータ記念
  - タンクティーエー（父ブラックタイド）- サラブレッド大賞典
  - イージーナウ（父シニスターミニスター）- ブロッサムカップ
- 2017年産
  - グリーンロード（父パイロ）- ニューイヤーカップ
- 2019年産
  - インベルシオン（父キズナ）- 新春賞
- 2021年産
  - スティールアクター（父モーニン）- スプリングカップ、ジュニアグローリー

## 血統表
| アフリート (Afleet)の血統（ミスタープロスペクター系／Nasrullah 4×5=9.38%、Bull Dog 5×5=6.25%） | アフリート (Afleet)の血統（ミスタープロスペクター系／Nasrullah 4×5=9.38%、Bull Dog 5×5=6.25%） | アフリート (Afleet)の血統（ミスタープロスペクター系／Nasrullah 4×5=9.38%、Bull Dog 5×5=6.25%） | （血統表の出典）      | （血統表の出典） |
| 父 Mr. Prospector 1970 鹿毛                                                                    | 父の父Raise a Native 1961 栗毛                                                                 | Native Dancer                                                                                  | Polynesian            | Polynesian       |
| 父 Mr. Prospector 1970 鹿毛                                                                    | 父の父Raise a Native 1961 栗毛                                                                 | Native Dancer                                                                                  | Geisha                |                  |
| 父 Mr. Prospector 1970 鹿毛                                                                    | 父の父Raise a Native 1961 栗毛                                                                 | Raise You                                                                                      | Case Ace              | Case Ace         |
| 父 Mr. Prospector 1970 鹿毛                                                                    | 父の父Raise a Native 1961 栗毛                                                                 | Raise You                                                                                      | Lady Glory            |                  |
| 父 Mr. Prospector 1970 鹿毛                                                                    | 父の母Gold Digger 1962 鹿毛                                                                    | Nashua                                                                                         | Nasrullah             | Nasrullah        |
| 父 Mr. Prospector 1970 鹿毛                                                                    | 父の母Gold Digger 1962 鹿毛                                                                    | Nashua                                                                                         | Segula                |                  |
| 父 Mr. Prospector 1970 鹿毛                                                                    | 父の母Gold Digger 1962 鹿毛                                                                    | Sequence                                                                                       | Count Fleet           | Count Fleet      |
| 父 Mr. Prospector 1970 鹿毛                                                                    | 父の母Gold Digger 1962 鹿毛                                                                    | Sequence                                                                                       | Miss Dogwood          |                  |
| 母 Polite Lady 1977 鹿毛                                                                       | 母の父Venetian Jester 1964 栗毛                                                                | Tom Fool                                                                                       | Menow                 | Menow            |
| 母 Polite Lady 1977 鹿毛                                                                       | 母の父Venetian Jester 1964 栗毛                                                                | Tom Fool                                                                                       | Gaga                  |                  |
| 母 Polite Lady 1977 鹿毛                                                                       | 母の父Venetian Jester 1964 栗毛                                                                | Venice                                                                                         | Princequillo          | Princequillo     |
| 母 Polite Lady 1977 鹿毛                                                                       | 母の父Venetian Jester 1964 栗毛                                                                | Venice                                                                                         | Delta                 |                  |
| 母 Polite Lady 1977 鹿毛                                                                       | 母の母Friendly Ways 1968 鹿毛                                                                  | Green Ticket                                                                                   | Traffic Judge         | Traffic Judge    |
| 母 Polite Lady 1977 鹿毛                                                                       | 母の母Friendly Ways 1968 鹿毛                                                                  | Green Ticket                                                                                   | Piccalilli            |                  |
| 母 Polite Lady 1977 鹿毛                                                                       | 母の母Friendly Ways 1968 鹿毛                                                                  | Ways to Learn                                                                                  | Thinking Cap          | Thinking Cap     |
| 母 Polite Lady 1977 鹿毛                                                                       | 母の母Friendly Ways 1968 鹿毛                                                                  | Ways to Learn                                                                                  | Worth Saving F-No.1-h |                  |